# 井上大佑
井上 大佑（いのうえ だいすけ、本名：井上祐輔、1940年5月10日 - ）は、日本の経営者。
カラオケの発明者を自称しているが、近年の研究では井上よりも先にカラオケを発明、商業化していた人物として根岸重一や浜崎厳（元ミニジューク大阪社長）、北治敏男らの存在が明らかになっており、井上には「初めてカラオケのビジネス化に成功した人物」という評価が与えられている。

## 来歴
- 1940年 - 大阪府大阪市に生まれる。
- 1956年 - 浪速工業高等学校・電気科に入学し、バンドマンとしての活動を始める。
- 1959年 - 大手証券会社に入社するも、すぐに退社し、再びバンドマンになる。
- 1968年 - 楽器の教則本販売の会社「ミュージッククレセント」を設立。
- 1971年 - カラオケ1号機「エイトジューク」を開発。
- 1972年 - 神戸市で「エイトジューク」のレンタルを開始する。
- 1973年 - 株式会社クレセントを設立。
- 1987年 - 同社社長を退任し、平社員に降格。
- 1993年 - 同社会長に就任。同年、退社。日本カラオケ協会の設立運動を起こす。ゴキブリ駆除機の販売。レンタル会社「ジェイワン」を創設。
- 1995年 - 日本カラオケ協会設立。有限会社イノウエと有限会社環境薬品を設立。
- 1996年 - ライオンズクラブへ参加。各種ボランティア活動を行う。10年間腹案であったペット事業計画を始動。
- 1999年 - アメリカの週刊誌「タイム」において、「今世紀もっとも影響力のあったアジアの20人」に、ガンディー、毛沢東らと、日本からは昭和天皇、盛田昭夫、黒澤明、豊田英二、三宅一生の5人とともに選ばれている。
- 2001年 - 孫のアトピー性皮膚炎がきっかけで、重曹電解水生成機を商品化。
- 2002年 - 「業務用重曹電解洗浄液生成装置と洗浄装置のユーティリティの開発」にて兵庫県知事より「先進的中小企業新分野進出支援事業認定」される。
- 2003年 - 東久邇宮記念賞受賞（カラオケの考案に対して）。
- 2004年 - イグノーベル賞の平和賞を受賞。
- 2008年 - ドイツARD（ドイツ公共第一放送）の招待により、フォルクス・ミュージッククローネ（国民音楽の王冠）に出演。トロフィーを授与される。
  - 中国に招かれ、日本人として初めて栄誉会員の認定を受ける。
  - 中国企業より技術博覧会にカラオケの生みの親として招待される。
- 2009年 - 1月28日、「カラオケを創（つく）った男」というタイトルの著作物にかかる著作権が、文化庁に登録される（登録番号 第33340号-1）[4]。12月2日、米国著作権局に、井上他1名の名義で1974年に作成された「KARAOKE」というタイトルの著作物の著作権が登録される（登録番号 TXu001672400）[5]。 日経産業新聞の仕事人秘録にて紹介される。
- 2010年 - 米国にて「KARAOKE（TXu001672400／2009-12-02）」の著作権登記完了。
  - 著作権主張準備のため、米国OLSHAN弁護士事務所との契約。
- 2011年 - 米国OLSHAN弁護士事務所と著作権主張準備開始。
  - 米国法人「INOUE USA,INC.」アメリカ デラウェア州に設立。法人業務内容：知的財産管理業務/知的財産コンサルティング
  - 米国法人「INOUE USA,INC.」のニューヨーク事務所開設。
  - アンジェロ財団との提携合意に至る。
  - NHK BS1にて「BEGIN Japanology カラオケ」が放送され、井上大佑が紹介される。
- 2012年 - 一般財団法人「井上大佑 記念財団」設立。

## 著作権の販売問題
2010年秋、「カラオケを創（つく）った男」の著作権が2万口に分割、販売されていることが判明、架空の投資話に用いられている恐れがあるとして、高木義明文部科学大臣は10月15日の記者会見で問題を指摘し、文化庁は「緊急のお知らせ 」、消費者庁は「いわゆる『カラオケ著作権』の譲渡に関する相談の急増に対する注意喚起」と題した異例の呼び掛けを行っている。
また消費者庁によると、「ロイヤリティーが年60万円」との触れ込みで、著作権の一部とされる証書が1口150万円で販売されており、国民生活センターには2009年9月以来53件の被害相談が寄せられているものの、実際に販売した業者が不明のため、井上ら関係者から事情聴取を行う方針だという。
著作権は著作物の表現についての権利であり、そもそも発明のようなアイデアを保護するものではない。また、井上はカラオケの装置やシステムの発明について特許権を取得していない。したがって、たとえ「カラオケを創（つく）った男」という著作物の著作権を購入しても、カラオケの装置やシステムのロイヤリティーの配当を得ることはできない。なお、著作権の登録制度は権利の移転の公示等の目的で設けられ、申請があれば基本的に全て登録されるものであって、特許のように審査を経て一定の要件を満たした発明だけを登録するといった制度ではない。
一部の代理店は、不法行為であったことを認め、ホームページで謝罪している。